# Niklas Dorsch
Niklas Dorsch (Lichtenfels, 1998. január 15. –) német utánpótlás-válogatott labdarúgó, az Augsburg játékosa.

## Pályafutása
2012-ben került a Bayern München akadémiájára. 2015-ben megkapta a Fritz Walter-medál U17 korosztályában az ezüstérmet. 2016-ban profi szerződést kapott klubjától. Március 5-én debütált a második csapatban a negyedosztályban a Wacker Burghausen ellen kezdőként. 2018. április 28-án kezdőként mutatkozott be az első csapatban az Eintracht Frankfurt elleni bajnoki mérkőzésen és a 44. percben Sandro Wagnertől kapott passzt követően hét méterről higgadtan a hálóba belsőzött. 2018. május 23-án bejelentették, hogy az 1. FC Heidenheim csapatába igazolt 2021. június 30-ig. 2020. július 22-én 4 évre kötelezte el magát a belga KAA Gent együtteséhez. 2021. július 8-án öt évre írt alá az Augsburg csapatához.

## Válogatott
Miután sérülése miatt idő előtt végett ért számára a 2015-ös U17-es labdarúgó-Európa-bajnokság, így utólag meghívást kapott Vitaly Janelt a német U17-es válogatottba. A 2015-ös U17-es labdarúgó-világbajnokságon részvevő keretbe is meghívást kapott. A 2021-es U21-es labdarúgó-Európa-bajnokságra utazó 23 fős keretnek a tagja volt.

## Statisztika
2021. december 18-i állapot szerint.
| Klub              | Szezon   | Bajnokság | Bajnokság | Kupa  | Kupa | Nemzetközi | Nemzetközi | Összesen | Összesen |
| Klub              | Szezon   | Mérk.     | Gól       | Mérk. | Gól  | Mérk.      | Gól        | Mérk.    | Gól      |
| ----------------- | -------- | --------- | --------- | ----- | ---- | ---------- | ---------- | -------- | -------- |
| Bayern München II | 2015–16  | 6         | 0         | -     | -    | -          | -          | 6        | 0        |
| Bayern München II | 2016–17  | 24        | 3         | -     | -    | -          | -          | 24       | 3        |
| Bayern München II | 2017–18  | 31        | 4         | -     | -    | -          | -          | 31       | 4        |
| Bayern München II | Összesen | 61        | 7         | 0     | 0    | 0          | 0          | 61       | 7        |
| Bayern München    | 2016–17  | 0         | 0         | 0     | 0    | 0          | 0          | 0        | 0        |
| Bayern München    | 2017–18  | 1         | 1         | 0     | 0    | 0          | 0          | 1        | 1        |
| Bayern München    | Összesen | 1         | 1         | 0     | 0    | 0          | 0          | 1        | 1        |
| 1. FC Heidenheim  | 2018–19  | 30        | 2         | 3     | 0    | -          | -          | 33       | 2        |
| 1. FC Heidenheim  | 2019–20  | 32        | 1         | 2     | 0    | -          | -          | 34       | 1        |
| 1. FC Heidenheim  | Összesen | 62        | 3         | 5     | 0    | 0          | 0          | 67       | 3        |
| KAA Gent          | 2020–21  | 33        | 3         | 2     | 0    | 8          | 1          | 43       | 4        |
| KAA Gent          | Összesen | 33        | 3         | 2     | 0    | 8          | 1          | 43       | 4        |
| Augsburg          | 2021–22  | 14        | 1         | 1     | 0    | -          | -          | 15       | 1        |
| Augsburg          | Összesen | 14        | 1         | 1     | 0    | 0          | 0          | 15       | 1        |
| Összesen          | Összesen | 171       | 15        | 8     | 0    | 8          | 1          | 187      | 16       |

## Sikerei, díjai
- Németország U21
  - U21-es labdarúgó-Európa-bajnokság: 2021